# Queen's Club Championships 2011
I Queen's Club Championships 2011, noti anche come AEGON Championships per motivi di sponsorizzazione, sono stati un torneo di tennis disputato su campi di erba, facente parte dell'ATP World Tour 250 Series, nell'ambito dell'ATP World Tour 2011. È stata la 118ª edizione dell'evento, e si è giocato nell'impianto del Queen's Club a Londra, in Inghilterra, dal 6 al 12 giugno 2011.

## Partecipanti

### Teste di serie
| Nazionalità | Giocatore             | Ranking* | Testa di serie |
| ----------- | --------------------- | -------- | -------------- |
| Spagna      | Rafael Nadal          | 1        | 1              |
| Regno Unito | Andy Murray           | 4        | 2              |
| Stati Uniti | Andy Roddick          | 11       | 3              |
| Svizzera    | Stan Wawrinka         | 14       | 4              |
| Francia     | Jo-Wilfried Tsonga    | 17       | 5              |
| Francia     | Gilles Simon          | 18       | 6              |
| Spagna      | Fernando Verdasco     | 19       | 7              |
| Croazia     | Marin Čilić           | 20       | 8              |
| Argentina   | David Nalbandian      | 22       | 9              |
| Francia     | Michaël Llodra        | 23       | 10             |
| Brasile     | Thomaz Bellucci       | 25       | 11             |
| Argentina   | Juan Martín del Potro | 26       | 12             |
| Stati Uniti | Sam Querrey           | 28       | 13             |
| Serbia      | Janko Tipsarević      | 32       | 14             |
| Sudafrica   | Kevin Anderson        | 35       | 15             |
| Croazia     | Ivan Ljubičić         | 37       | 16             |

- 1 Le teste di serie sono basate sul ranking al 23 maggio 2011.[1]

### Altri partecipanti
I seguenti giocatori hanno ricevuto una wild card:
- David Nalbandian[2]
- Oliver Golding[3]
- James Ward[3]
- Daniel Cox[3]
- Ryan Harrison[3]

I seguenti giocatori sono passati dalle qualificazioni:

- Ilija Bozoljac
- Arnaud Clément
- Matthew Ebden
- Bobby Reynolds

## Campioni

### Singolare
Andy Murray ha battuto in finale  Jo-Wilfried Tsonga per 3-6, 7–6(2), 6-4.
- È il 1º titolo dell'anno per Murray, il 17° della sua carriera ed il 2° in questo torneo.

### Doppio
Bob Bryan /  Mike Bryan hanno battuto in finale  Mahesh Bhupathi /  Leander Paes per 6(2)–7, 7–6(4), [10-6].
- È il 5º titolo dell'anno per i fratelli Bryan, il 4° in questo torneo.